# Халиди, Фатих Хамматович
Фатих Хамматович Халиди (тат. Фатих Хаммат улы Халиди; 1850, с.Новые Салы, Тетюшский уезд, Казанская губерния, Российская империя — 7 апреля 1923, Казань) — татарский писатель

, драматург, переводчик, просветитель, один из зачинателей татарской драматургии.

## Биография
Вместе с отцом, Хаммат Муллой Фатихом, переехал в Казань, где тот служил муллой и учителем в приходе Голубой мечети.
Образование получил в медресе, работал приказчиком в Казани, затем занялся книготорговлей, издавал собственные произведения и переводы.
Первая драма «Против „Несчастной девушки“» (1888) утверждает право свободного выбора в любви. Автор драм «Мурат Салимов» и «Махруса ханум» (1905—1906), в которых выступает против отсталости, феодальных пережитков.
Драмы Ф. Халиди носили просветительский характер, часто ставились в период формирования татарского профессионального театра.
Автор рассказов, занимался переводами. Составил и издал по заказу фабриканта Морозова татарский календарь на 1899 год.

## Избранные произведения
- Рәдде бичара кыз: драма. — Казань, 1888.
- Җиһанабад падишаһы угылларының кыйссасы: хикәят. — Казань, 1896.
- Әлфе ләйлә вә ләйлә (Мең дә бер кичә): 6 кисәктә. — Казань, 1897—1899.
- Болгарның Солтан Гадел Туктамыш хан кызы Хәлимәнең бәхәсе: хикәя. — Казань, 1898.
- Әлфе сәхәр вә сәхәр (Мең дә бер сәхәр): 3 кисәктә. — Казань, 1903—1904.
- Кемгә тиеш?: хикәят. — Казань, 1904.
- Морат Сәлимов: драма. — Казань, 1905.
- Мәхрүсә ханым: драма. — Казань, 1906.
- Саран, надан Теллә бай хикәяте. — Казань, 1906.
- Залим Ачлык испанияле Сәет Яхъя бәянында: драма. — Казань, 1906.
- Мәшһүр гашыйк-мәгъшука Ләйлә вә Мәҗнүн хикәясе. — Казань, 1908.